# Никогосян, Айк Араевич
Айк (Гайк, Хайк) Араевич Никогосян (арм. Հայկ Արայի Նիկողոսյան; род. 19 апреля 1955, Ереван) — армянский политический деятель и учёный в области организации здравоохранения, министр здравоохранения Армении (1998—2000), сотрудник различных учреждений Всемирной организации здравоохранения.

## Биография
Родился 19 апреля 1955 года в Ереване, Армянская ССР, СССР.
В 1978 году с отличием окончил лечебный факультет Ереванского государственного медицинского института. В 1981 году окончил аспирантуру Московского научно-исследовательского онкологического института имени Герцена, в 1982 году получил учёную степень кандидата медицинских наук.
В 1982 году стал сооснователем медицинского объединения «Диагностика» в Ереване, в 1982—1998 годах был его главой, генеральным директором, позднее председателем правления. В 1982—1992 годах являлся главным специалистом Министерства здравоохранения Армении в области клинико-диагностических услуг.
В 1990 году окончил докторантуру Московского института общественного здоровья и управления здравоохранением и получил учёную степень доктора медицинских наук в области организации здравоохранения.
В 1991—1998 годах являлся заведующим кафедрой диагностики Национального института здравоохранения Армении (НИЗ). В 1992—1994 года являлся председателем совета директоров НИЗ. С 1993 года — профессор.
В 1989 году участвовал в медицинском телемосте «США—Армения», организованном НАСА с целью помощи жертвам Спитакского землетрясения. В 1995—1999 года входил в совет Национальной академии наук Армении по медико-биологическим проблемам. В 1997 году являлся экспертом Европейского союза в области здравоохранения.
В 1995 году являлся приглашённым профессором Мэрилендского и Йельского университетов (США).
В 1998—2000 годах занимал должность министра здравоохранения Армении.
В 2000—2007 годах работал в Европейском региональном бюро Всемирной организации здравоохранения в Копенгагене, являлся руководителем проекта, руководителем одного из отделов, с 2004 года — заместителем директора Департамента профессиональной помощи странам, позднее — руководителем отдела неинфекционных заболеваний и образа жизни.
В 2007—2014 годах возглавлял постоянный секретариат Рамочной конвенции ВОЗ по борьбе против табака в Женеве.
В 2015—2017 годах являлся исполняющим обязанности специального представителя ВОЗ в России. Также являлся специальным представителем директора Европейского регионального бюро ВОЗ.
Работает старшим научным сотрудником в Центре глобального здравоохранения при Женевском институте международных отношений.

## Научная деятельность
Научные работы Никогосяна касаются развития здравоохранения, экономических стандартов, внедрения механизмов медицинского страхования, общественного здравоохранения и профилактики неинфекционных заболеваний.